# 威廉·莱布尔

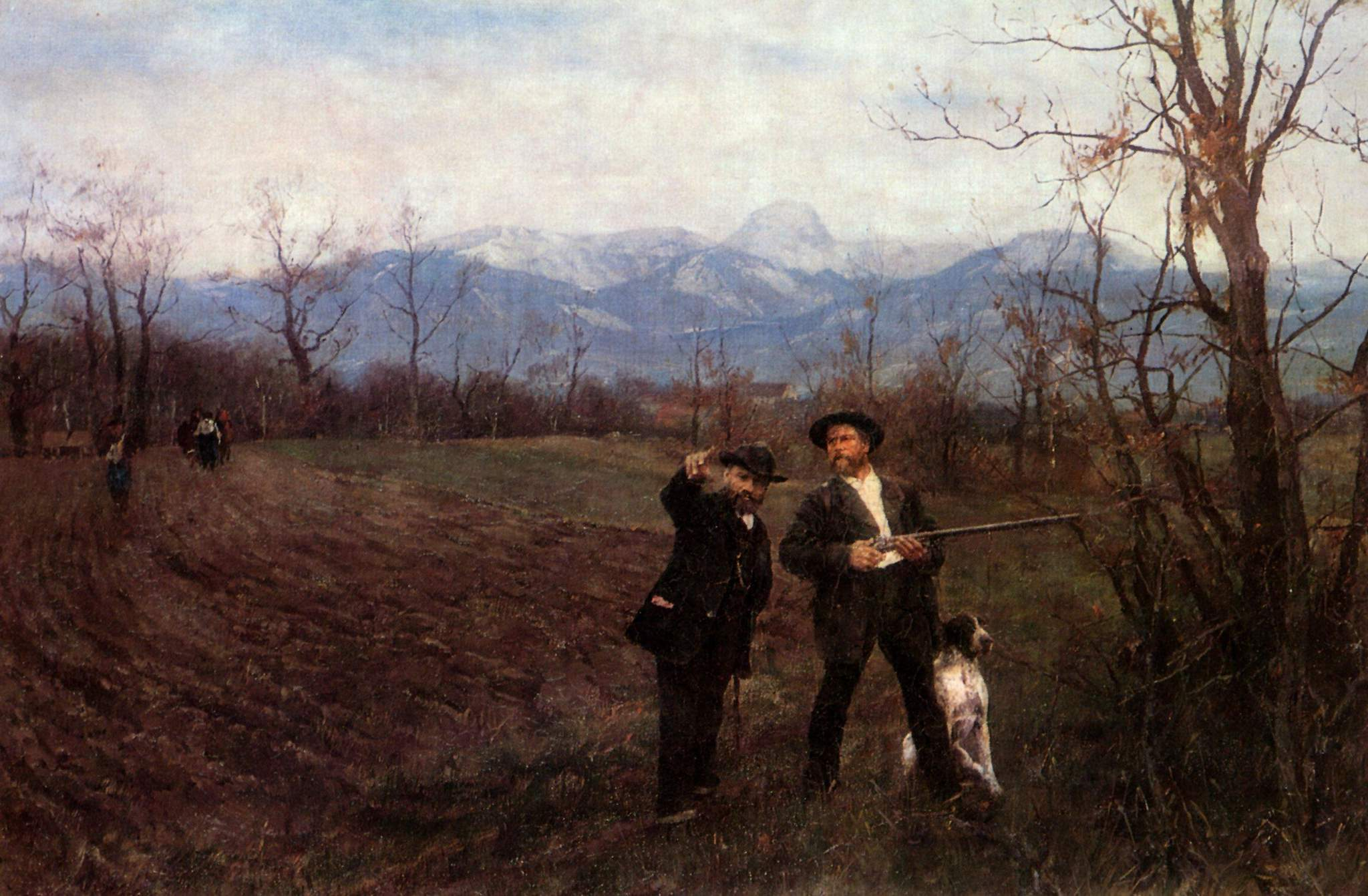
莱布尔和约翰·斯皮尔一起狩猎1890年-1895年

威廉·莱布尔 （1844年10月23日—1900年12月4日），德国现实主义画家，擅长描画农村农民的生活和绘制肖像画。 

## 生平
莱布尔出生于科隆，1861年开始向当地的画家学习绘画，1862年进入慕尼黑学院学习，1869年和一些同学一起组织了一个画室。当时库尔贝到慕尼黑举办个人画展，他的直接描绘物体的画作对当地的画家们影响很大.当时莱布尔已经显现出模仿古代德国画家的风格，这时也开始放松形式，起用豪放的笔触绘制在较暗背景上的物体主题。1869年，他前往巴黎，在那里停留了9个月，并遇到了马奈。
回到德国后，他在慕尼黑居住到1873年，然后就移居巴伐利亚的乡间，和农民们生活在一起，描画周围邻居们的日常生活，而没有多愁善感和奇闻逸事的场景，他的绘画风格也从速写式的粗放转变为更精细的刻画。他当时创作的《三位在教堂的妇女》，其精确的轮廓和细致的描写令人想起小汉斯·霍尔拜因的风格，后来他的画作又将这种精细的风格和他80年代采取的笔触豪放的风格结合起来。

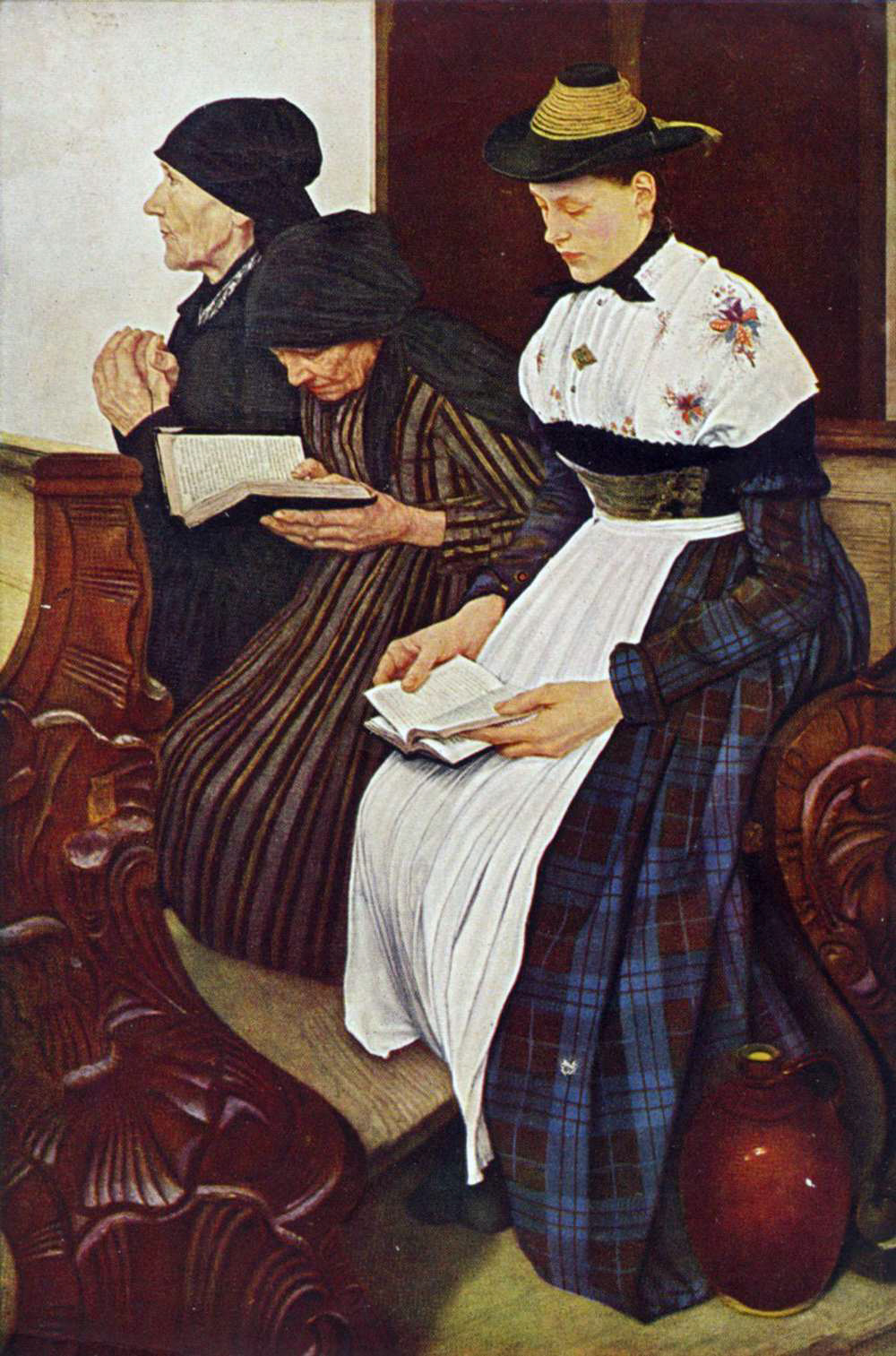
《三位在教堂的妇女》 1879年

## 作品风格
莱布尔绘画时从来不打草稿，都是直接用色彩开始描绘，类似于印象派画家的作风，但他描画的对象必须是直接用眼观察到的，和现实主义画派的观点是一致的，在他周围形成一个当时德国画家的小圈子，被称为“莱布尔集团”。
他也曾经创作国不多的蚀刻版画，同样是非常精细的风格，他的炭笔画有大面积的光影对比，好像在用油画笔作画，他直到去世前一直勤奋地作画，其中迁居过几个小镇，于1900年在维尔茨堡逝世。

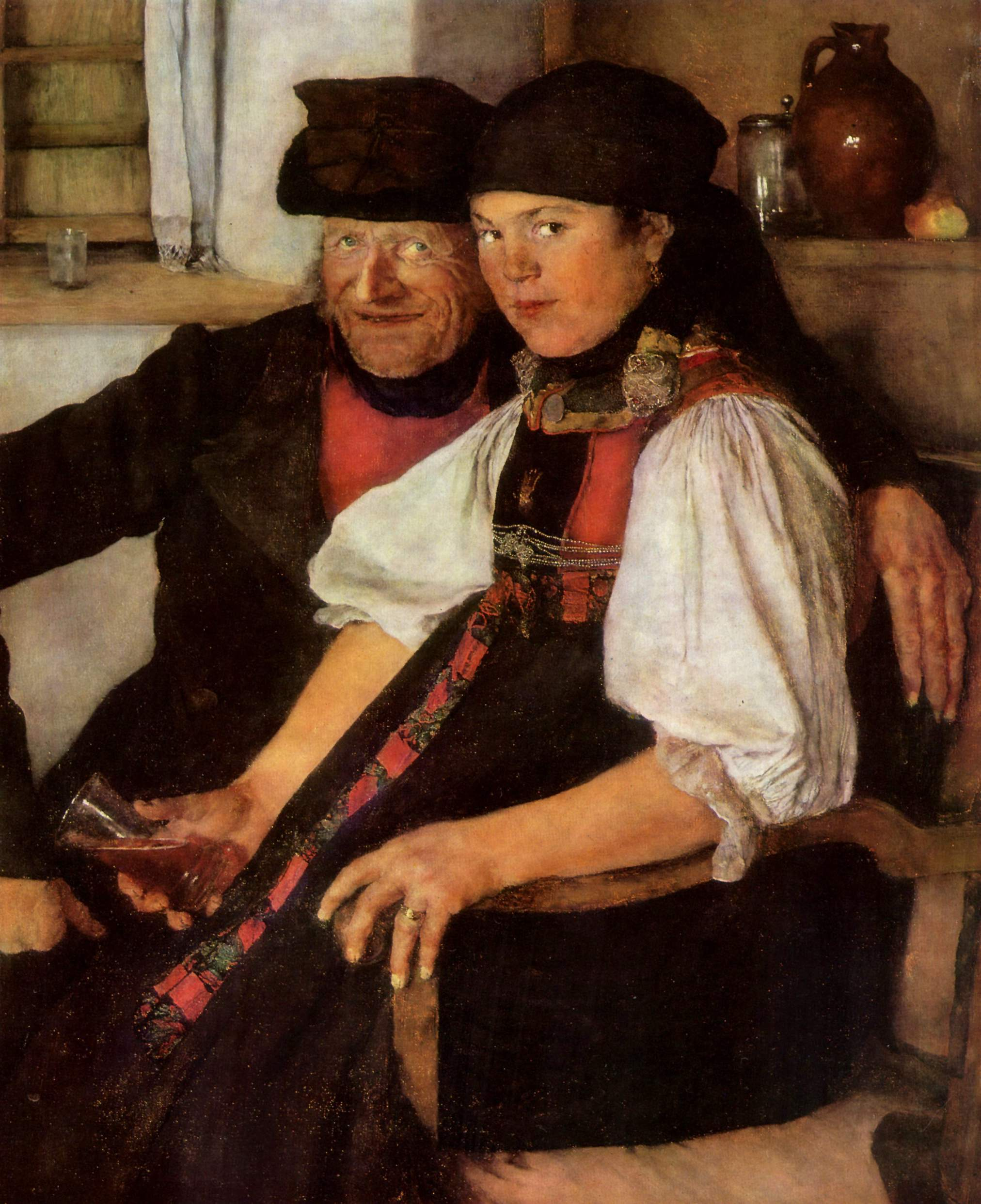
《不协调的一对》